# Lauvøya
 Ikke at forveksle med  Lauvøya (Dønna), Lauvøya (Flatanger) og Lauvøya (Vikna)
Lauvøya er en ø i Åfjord kommune i Trøndelag fylke i Norge. Lauvøya ligger nordøst for Lauvøyfjorden, sydvest for Skråfjorden og syd for Linesfjorden. Lauvøya har vejforbindelse via en 850 meter lang dæmning til Førsholman og videre til fastlandet. Lauvøya kaldes «Fosens grønne øy».
Øen har omtrent 25 indbyggere. Hver sommer arrangeres Lauvøydagene ved forsamlingshuset. I forbindelse hermed arrangeres også en vandretur rundt på øen. 
Der har været skole, butik og lejrskole på øen, men de er nu nedlagte, men bruges som almindelige boliger eller feriesteder.